# Basílica de Covadonga
La basílica de Covadonga (oficialment Basílica de Santa María la Real de Covadonga) és un edifici religiós d'Astúries, al santuari de Covadonga, concejo de Cangas d'Onís.
Fou planejada quan un antic temple (a tocar de la Santa Cova de Covadonga) va ser destruït per un incendi el 1777; es va planificar un edifici monumental i es van demanar donatius arreu d'Espanya. Els canonges volien restaurar l'antic temple i s'hi van oposar sense sort. Ventura Rodríguez va fer un disseny clàssic que mai es va portar a terme i fou substituït per un projecte neomedievalista de l'alemany Roberto Frassinelli, que el va dibuixar però al no ser arquitecte va haver de cedir la direcció a l'arquitecte valencià Frederic Aparici i Soriano. El rei Alfons XII va influir decisivament en l'inici i l'acabament de l'obra construïda en estil neoromànic i íntegrament en pedra calcària rosa entre 1877 i 1901.